# Arycanda vinaceostrigata
Arycanda vinaceostrigata är en fjärilsart som beskrevs av Louis Beethoven Prout 1916. Arycanda vinaceostrigata ingår i släktet Arycanda och familjen mätare. Inga underarter finns listade i Catalogue of Life.